# アゼパン
アゼパン (Azepane) は飽和の7員環含窒素複素環式化合物である。ヘキサメチレンイミン (HMI) とも呼ばれる。 シクロヘプタンの1つの炭素原子が窒素原子に置き換わった化合物に相当する。環状の第二級アミンであり、医薬品や農薬の原料として用いられる。良く知られているアゼパンの誘導体にε-カプロラクタム（アゼパン-2-オン）がある。ヘキサメチレンジアミンの水素化分解によって生産される。